# Herher (Nagorno Karabakh)
Herher (in armeno Հերհեր?, in azero Qarqar) è una comunità rurale del distretto di Xocavənd, in Azerbaigian, fino al 2024 appartenente alla regione di Martuni, nella repubblica dell'Artsakh (precedentemente al 2017 denominata repubblica del Nagorno Karabakh).
Il paese nel 2005 contava oltre cinquecento abitanti e sorge in zona collinare tra i fiumi Amaras e Varanda.